# Ignacy Steinhaus
Ignacy Steinhaus (ur. 15 stycznia 1860 w Jaśle, zm. 17 marca 1928 w Krakowie) – polski prawnik i polityk konserwatywny  wyznania mojżeszowego, doktor praw.  Poseł  do Reichsratu Przedlitawii (1911-1919), członek Naczelnego Komitetu Narodowego (NKN) (1914-1918), poseł na Sejm Ustawodawczy (1919-1922).  Działacz społeczny i gospodarczy w Galicji.
Syn Józefa i Chany z Frenklów. Studiował prawo na  Uniwersytecie Jagiellońskim i Uniwersytecie Wiedeńskim, kończąc studia doktoratem. Prowadził następnie kancelarię adwokacką w Jaśle, gdzie był również radnym miejskim i członkiem rady powiatowej. Od młodości związany z konserwatystami galicyjskimi. Z ich listy wybrany w 1911 do Reichsratu Przedlitawii (parlamentu austriackiego) z okręgu nr 30 (Żółkiew, Rawa Ruska, Krystynopol), mandat sprawował do końca istnienia monarchii austro-węgierskiej. Członek Koła Polskiego.
Po wybuchu I wojny światowej członek Naczelnego Komitetu Narodowego (NKN), w którym pozostawał aż do jego likwidacji. Po odzyskaniu niepodległości  wszedł do Sejmu Ustawodawczego z tytułu mandatu poselskiego do Reichsratu Przedlitawii (jako poseł z Galicji Wschodniej, gdzie nie przeprowadzono wyborów w związku z wojną polsko-ukraińską). Przystąpił do Klubu Pracy Konstytucyjnej. Po zakończeniu kadencji działał w Stronnictwie Prawicy Narodowej. Odegrał ważną rolę w życiu gospodarczym Galicji jako prezes i członek licznych instytucji społecznych, wielu rad nadzorczych i zarządów spółek akcyjnych, m.in. dyrektor Towarzystwa dla Handlu i Przemysłu.

## Rodzina
Żoną była Malwina z Ruckerów (zm. 1936). Ich syn Władysław (1896-1915) był podchorążym w 6 Pułku Piechoty Legionów Polskich. Ciężko ranny w bitwie pod Kuklami, zmarł po kilku dniach w szpitalu w Kowlu. Pośmiertnie awansowany do stopnia kapitana, odznaczony Virtuti Militari.
Stryj Hugo Steinhausa (1887-1972), matematyka.